# Grote Prijs Castellón
De Grote Prijs Castellón (ook wel bekend als Ruta de la Cerámica-Gran Premio Castellón) is een Spaanse wielerwedstrijd die wordt verreden in de provincie Castellón dat onderdeel is van de regio Valencia. De eerste editie van deze wedstrijd vond plaats in 2024 en werd gewonnen door de Australiër Michael Matthews.
De wedstrijd is onderdeel van de UCI Europe Tour en kent een classificatie van 1.1.

## Lijst van winnaars

### Overwinningen per land
| Overwinningen | Land                |
| ------------- | ------------------- |
| 1             | Australië, Portugal |